# ساتت
كانت ساتت (تنطق أيضا ساتس وساتيس وساتييت) في ديانة قدماء المصريين تأليهاً لفيضانات نهر النيل، وقد نشأت عبادتها في مدينة سوينيت العتيقة المسماة حاليا أسوان في أقصى جنوب مصر، واسمها يعني التي تنطلق للأمام في إشارة إلى الفيضان السنوي للنيل، وقد كانت في البداية إلهة للحرب، والصيد، والخصوبة وكان يُنظر إليها على أنها أم الإلهة عنقت وحاميا للجنوب المصري.
و كان من ألقابها: من تجري كالسهم، والتي يعتقد أنه إشارة إلى قوة تيار النهر، وقد أصبحت رموزها هي السهم والنهر الجاري، وتم تصوير ساتت كامرأة ترتدي تاج الوجه القبلي الأبيض، مع قرني غزال أو ظبي عليه، وهي كائنات تتحرك بسرعة وكانوا يعيشون بالقرب من ضفاف النهر في الجزء الجنوبي من مصر القديمة. وقد كانت تُصور أيضا مع القوس والسهام.
وتقول تفسيرات أخرى أن دورها الرئيسي كان كإلهة للحرب وحامية للجنوب النوبي أو للحدود المصرية وقاتلة لأعداء الفرعون بسهامها.
كما أنها عادة ما ترسم ممسكة برمز عنخ أيضا، نظرا لارتباطها بالحياة المعطاة من فيضان النيل الذي يخصب الأرض الزراعية ويرويها، ونتيجة لذلك، توصف ساتت باعتبارها إلهة للخصوبة، وبالتالي فهي تحقق أمنيات هؤلاء الذين يتوقون سعياً للحب، كما ينسب لساتت أنها توفر جرات من مياة التطهير.
و في وقت لاحق أصبحت تعتبر واحدة من زوجات خنوم، الإله الوصي على منبع النيل، والذي كان يعبد في الفنتين (المقاطعة الأولى من مقاطعات مصر العليا)؛ بل لقد كان لها مركز عبادة لها في مكان قريب، في جزيرة سهيل، وحيث أنها كانت الأبرز في الطرف الجنوبي من مصر، فقد أصبحت تعتبر حارسة للحدود الجنوبية بين مصر والنوبة.
كانت عنقت ابنة الإلهة ساتت، وكانت بدورها إلهة للنيل كمثل أمها، حيث كونت مع أمها وأبيها خنوم ثالوث الفنتين.
كذلك كانت ساتت تعرف بلقب عين رع.

## قراءة متقدمة
- Valbelle, Dominique (1981). Satis et Anoukis (بالفرنسية). Verlag Philipp von Zabern. ISBN:3-8053-0414-5.